# Barrage de Monteynard-Avignonet
Pour les articles homonymes, voir Monteynard (homonymie).
 (septembre 2012).
Si vous disposez d'ouvrages ou d'articles de référence ou si vous connaissez des sites web de qualité traitant du thème abordé ici, merci de compléter l'article en donnant les références utiles à sa vérifiabilité et en les liant à la section « Notes et références ».
Le barrage de Monteynard-Avignonet ou barrage de Monteynard est un barrage-voûte sur le Drac, situé sur les communes de Monteynard et Avignonet dans le département de l'Isère en France. Mis en service en 1962, il est l'un des plus importants barrages hydroélectriques français, avec une puissance installée de 360 MW.

## Géographie
Le barrage de Monteynard-Avignonet est situé dans l'Isère.
Selon la légende, le nom du Drac proviendrait d’un dragon du folklore Dauphinois, « justifiant très bien son appellation, lorsque l’on découvre son caractère agité ». Ainsi on peut dire que l’hydraulicien maitrise aujourd’hui l’énergie du dragon qui est à l’origine d’une puissance cumulée sur l’ensemble de la vallée (Le Sautet, Cordéac, Saint-Pierre-Cognet, Monteynard, Saint-Georges-de-Commiers, et Champs II) de 1 800 GWh, soit l’équivalent de la consommation d’une ville comme Lyon.

## Histoire
Dès le début du XXe siècle, quelques centrales turbinent l’eau du Drac et de ses affluents. Il faudra cependant attendre 1930 avant que le parcours de ce torrent des Alpes ne soit considéré sous un angle industriel nouveau, les gorges profondes qu’il traverse offrant un site favorable à l’implantation en cascade de 4 grands barrages et de leurs aménagements hydroélectriques.
Sa construction a nécessité l'arasement du village de Savel et du hameau de la Salette (commune de Treffort) appelés à être noyés.
Le barrage de Monteynard-Avignonet est mis en service en 1962.

### Aménagement du Drac en aval du barrage
Vers l’amont, l’équipement du Drac commencé avec la construction du barrage du Sautet (1935) est suivi des réalisations successives des chutes de Cordéac (1946) et de Saint-Pierre-Cognet (1957). Fortement équipé pour pouvoir mettre à tout instant sur le réseau « très haute tension » (THT) une puissance de pointe de 360 MW, Monteynard-Avignonet est complété à l’aval par l’aménagement de Saint-Georges-de-Commiers (1962) (barrage de Notre-Dame-de-Commiers et les centrales de Saint-Georges-de-Commiers et Champ II). Le Drac est ensuite équipé d’aménagements au fil de l’eau jusqu’à sa confluence avec l’Isère : la centrale de Pont-de-Claix associée au barrage du Saut du Moine, les centrales de Drac Inférieur et de Saint-Égrève.

### Mise en eau du barrage
Les travaux d’infrastructure ont été importants, car le fond de la gorge étroite et profonde était difficilement accessible et contenait des rochers instables. La configuration particulière du site nécessita la construction d’une voûte épaisse de 455 000 m3 de béton pour permettre de loger l’usine au pied du barrage. Deux évacuateurs de crue sont incorporés à l’ouvrage. Quatre prises d’eau sont disposées sur le parement amont et alimentent à travers quatre conduites forcées verticales noyées dans le béton, les quatre groupes de production sous une chute de 127 m.
La centrale est mise en service en avril 1962 et la première mise en eau totale est réalisée en avril 1963. À sa construction, Monteynard-Avignonet était le deuxième plus grand barrage artificiel de France, après celui de Serre-Ponçon.

## Caractéristiques techniques du barrage

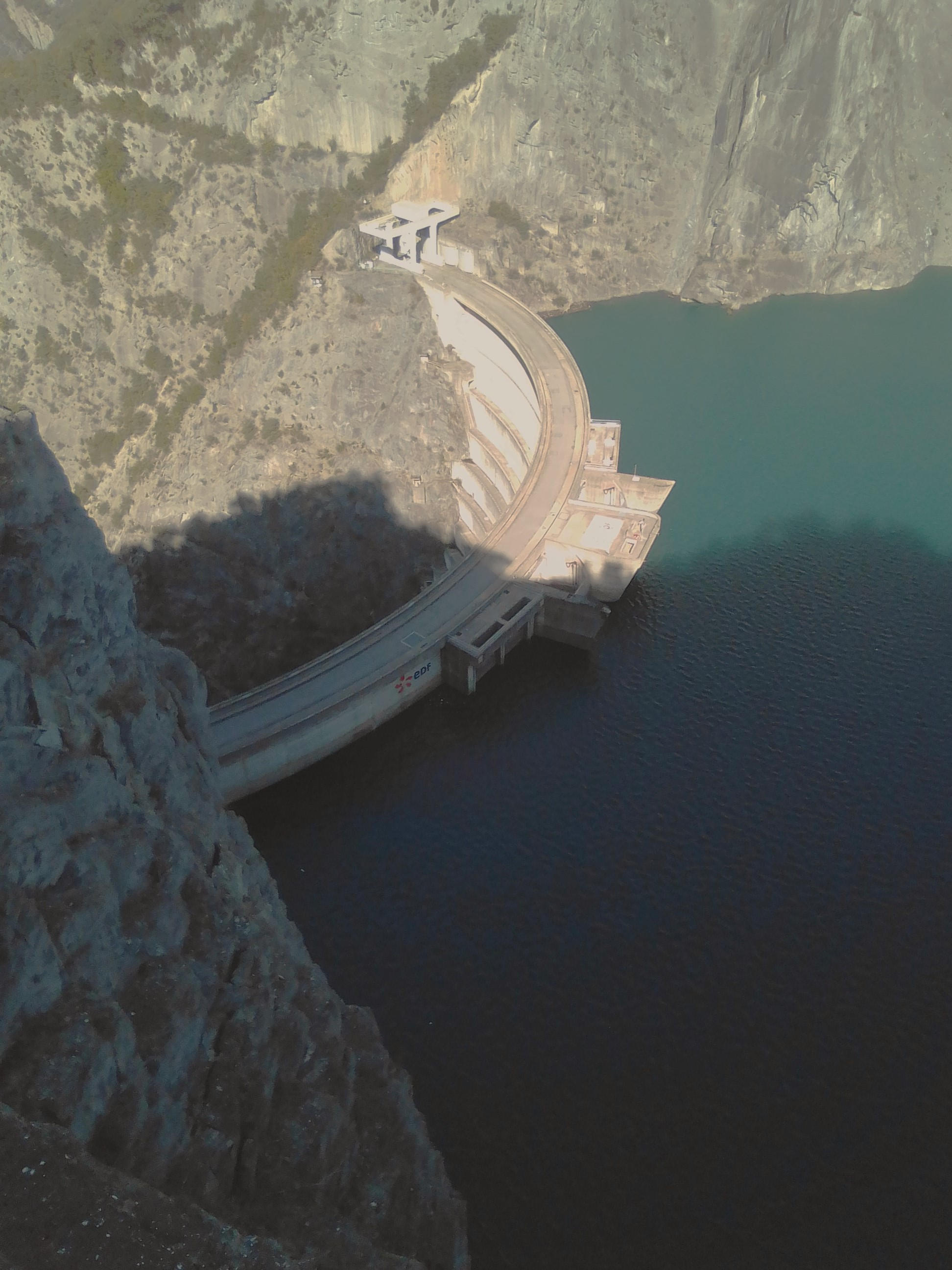
Barrage de Monteynard en octobre 2023

Le barrage de Monteynard-Avignonet, situé à 500 m d’altitude, à 25 km au sud de Grenoble, est de type voûte épaisse en béton (5 m d’épaisseur en crête et 20 m d’épaisseur à la base), haut de 135 m et long de 230 m. Il constitue sur 16 km de longueur un lac d’une superficie de 657 ha.
Le barrage
- Barrage voûte épaisse
- Mise en eau : 1962
- Hauteur : 135 m
- Longueur du couronnement (crête) : 230 m
- Épaisseur maximale (à la base) : 54 m
- Épaisseur en crête : 5 m

La retenue
- Bassin versant : 2 050 km2
- Altitude : 490 m
- Volume : 276 hm3
- Surface : 657 ha
- Longueur : 16 km.

### Évacuateurs de crues
Deux  évacuateurs  de  surface  équipés  chacun  d'une  vanne  segment H = 10,5 m x L = 11 m, situés au milieu du barrage, avec seuil à la cote 481 m.
Capacité théorique : 2 500 m3/s à la cote 495 m.

### Vidange du barrage
Deux  vannes  de  vidange  de  demi-fond, équipées  chacune  d'une  vanne  de  garde type chenille de H = 4,15 m x L = 2,50 m, seuil à  la cote 394,75 m et d'une vanne secteur de  réglage 2 m x 2 m, seuil à la cote 394,5 m. 
- Capacité nominale : 325 m3/s à 490 m (335 m3/s à 495 m).
- Temps de vidange de la retenue à partir de la cote de la retenue normale avec apports et débit turbiné nuls : 9 jours.
- Temps pour réduire de moitié la poussée sur le barrage avec apports et débit turbiné nuls : 7 jours.

## Centrale électrique
La centrale incorporée dans le corps du barrage a été mise en service en 1962. Elle est télécommandée depuis le Centre de Conduite Hydraulique (CCH) de Lyon. L’usine, de type moyenne chute, est équipée de quatre groupes verticaux à turbines Francis. Sa puissance totale est de 360 MW et sa production moyenne annuelle est de 480 GWh soit la consommation résidentielle d’une ville de 200 000 habitants. Cette production à partir d’une énergie 100 % renouvelable, permet d’éviter l’émission de 398 400 tonnes de CO2 par an.

### Caractéristiques
La centrale hydroélectriques se caractérise par :
- 4 groupes verticaux à turbine Francis qui permettent de turbiner jusqu’à 338 m3/s
- Puissance installée : 360 MW
- Hauteur de chute : 127 m
- Équivalence consommation résidentielle : une ville de 200 000 habitants, soit la ville de Rennes (480 GWh/an)
- Estimation du CO2 économisé : 398 400 t/an

## Risques naturels
Plusieurs tremblements de terre ont eu lieu en 1963 à Monteynard, l'institut des risques majeurs de Grenoble et des sismologues estiment que ceux-ci ont été dus à la mise en eau du barrage.
Le lac de Monteynard-Avignonet est surplombé par des terrains instables, un glissement de terrain a eu lieu le 7 mars 1981 à la combe d'Harmaliere, un autre à la combe du Mas pourrait concerner 3 à 5 millions de mètres cubes[réf. souhaitée].
La brutalité et l'imminence d'un risque de glissement sont toutefois sujettes à débat : un mouvement de grande ampleur est considéré comme peu probable selon les services de l'état, mais une procédure d'expropriation et d'expulsion des habitations situées dans la combe du Mas est néanmoins en cours.

## Images

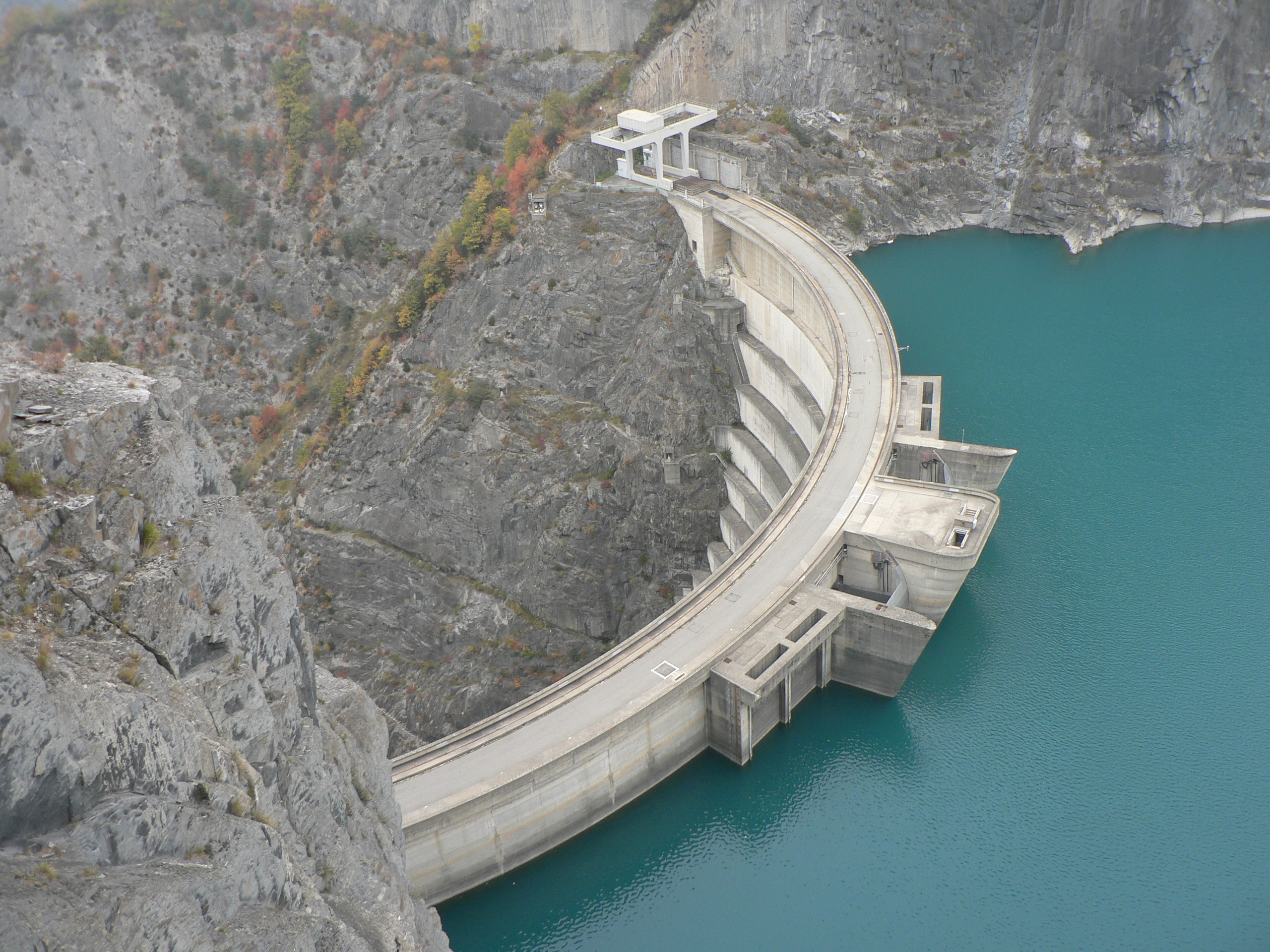
Vue du barrage
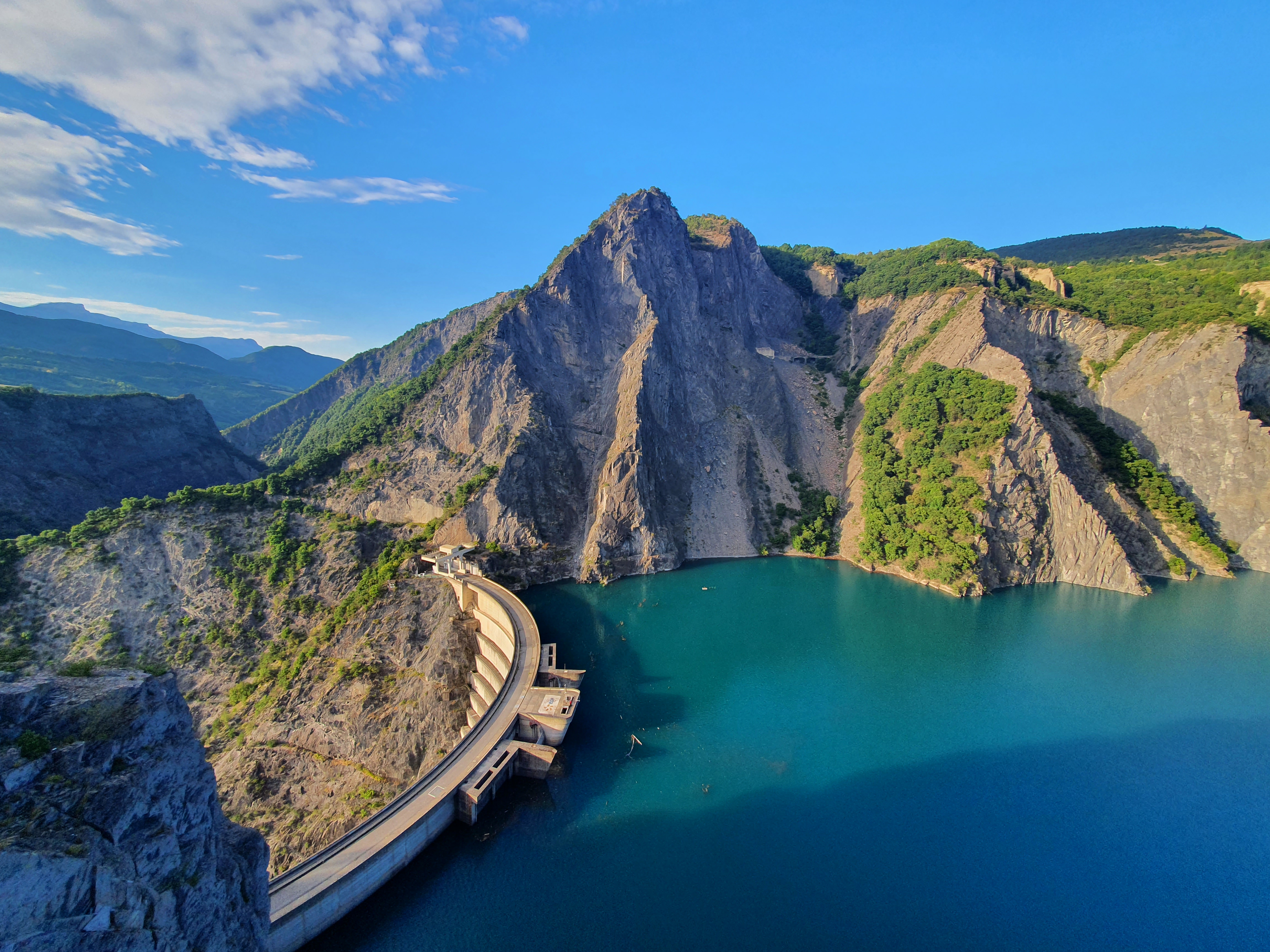
Vue du barrage et du lac de Monteynard-Avignonet